# Clemens Krauss
Clemens Heinrich Krauss (31. březen 1893 – 16. květen 1954) byl rakouský dirigent, spjatý především s interpretací hudby Richarda Strausse, jehož osobním přítelem byl a napsal i libreta k některým jeho operám (Capriccio, Der Liebe der Danae). Předmětem kritiky se stala jeho blízká spolupráce s nacisty.

## Život
Jeho matka Clementine Kraussová byla přední vídeňskou herečkou a zpěvačkou. Byl rovněž z matčiny strany spřízněn s významnou sopranistkou 19. století Gabriellou Kraussovou, proto si v hudebním světě zvolil jméno své matky.
Jako chlapec byl choralistou v Hofkapelle (císařském sboru). Navštěvoval vídeňskou konzervatoř, kterou absolvoval v roce 1912. Studoval kompozici u Hermanna Grädenera a hudební teorii u Richarda Heubergera. Po ukončení studií se stal sbormistrem v Brněnském divadle (1912–1913). Později tento post zastával v Rize (1913–1914), v Norimberku (1915), Štětíně (1916–1921) a Štýrském Hradci. V roce 1922 začal dirigovat ve Vídeňské státní opeře a učit na Státní akademii Německa. V roce 1923 se stal dirigentem vídeňské Tonkünstler Orchestra (až do roku 1927) a intendantem opery ve Frankfurtu nad Mohanem. V roce 1929 byl jmenován ředitelem Vídeňské státní opery. Vídeňské filharmoniky hudebně vedl od roku 1930. Byl dirigentem na festivalu v Salcburku od roku 1926 do roku 1934. V roce 1930 dirigoval ve světové premiéře operu Albana Berga Vojcek.
Kraus měl velmi blízko ke špičkám nacistického Německa. Byl osobním přítelem Hitlera i Göringa. V roce 1933 převzal přípravy premiéry Straussovy opery Arabella, poté co dirigent Fritz Busch z příprav odešel na protest proti nacistům. Podobně se v roce 1935 Krauss stal ředitelem Státní opery v Berlíně, poté co Erich Kleiber rezignoval na protest proti nacistickému vměšování. V roce 1937 byl Krauss jmenován intendantem mnichovského Národního divadla, po rezignaci Knappertsbusche, opět z politických důvodů. Poté, co byl v Mnichově vybombardován operní dům, vrátil se Krauss k řízení Vídeňských filharmoniků.
Po válce spojenečtí vyšetřovatelé zkoumali jeho pronacistické aktivity a dostal zákaz vystupovat na veřejnosti do roku 1947. Trest byl poměrně mírný, neboť se ukázalo, že svých kontaktů s nacistickými pohlaváry využil mj. k přímluvám za židovské hudebníky. Po konci distancu znovu vedl Vídeňskou filharmonii.
Jeho ženou byla sopranistka Viorica Ursuleacová. Zemřel na dovolené v Mexiku v roce 1954.